# Henry Starnes
Henry Starnes (né le 13 octobre 1816 à Kingston en Ontario - décédé le 3 mars 1896 à Montréal à l'âge de 79 ans) a été le maire de Montréal durant deux mandats, de 1856 à 1858 et de 1866 à 1868.

## Biographie
Henry Starnes est d’abord conseiller municipal du Quartier Ouest de Montréal de 1852 à 1855. Il devient maire de la ville et exerce la fonction durant deux mandats, de 1856 à 1858 et de 1866 à 1868. Il se fait aussi élire à l’Assemblée législative en janvier 1858 ; il sera député de Châteauguay jusqu’en 1863. Pour le reste de sa carrière politique, il sera membre du Conseil législatif du Québec où il sera l'Orateur du 8 mars 1878 au 31 octobre 1879. 
Il fut mêlé au scandale du Pacifique. En effet, c’est lui, en sa qualité de banquier, qui fit transiter une somme importante donnée par Hugh Allan à George-Étienne Cartier en échange du contrat pour la construction du chemin de fer canadien. La découverte de cette transaction amena la chute du gouvernement de John A. Macdonald en 1873 et nuit à la carrière de d'Henry Starnes.
À Montréal, on retient qu’il fut un gestionnaire rigoureux à un moment où Montréal connaissait un boom économique et démographique. Il participa aux discussions devant conduire à l’augmentation de la capacité de l’aqueduc de Montréal. Il proposa une refonte complète du mode de taxation et de perception des revenus de la Ville. C’est sous son mandat, en 1867, que Montréal achète au gouvernement fédéral le terrain actuel de l’Hôtel de ville de Montréal.

## Source
- Site de la Ville de Montréal, Fiche de Henry Starnes

- Ressource relative à la vie publique :   - Assemblée nationale du Québec
- Notice dans un dictionnaire ou une encyclopédie généraliste :   - Dictionnaire biographique du Canada